# Prasinocyma differens
Prasinocyma differens är en fjärilsart som beskrevs av W. Warren 1902. Prasinocyma differens ingår i släktet Prasinocyma och familjen mätare. Inga underarter finns listade i Catalogue of Life.